# Plemyriopsis
Plemyriopsis är ett släkte av fjärilar. Plemyriopsis ingår i familjen mätare.
Kladogram enligt Catalogue of Life:
| Plemyriopsis | \| \| Plemyriopsis distincta \| \| \| \| \| \| Plemyriopsis facetata \| \| \| \| |
|              | \| \| Plemyriopsis distincta \| \| \| \| \| \| Plemyriopsis facetata \| \| \| \| |
|              | Plemyriopsis distincta                                                           |
|              |                                                                                  |
|              | Plemyriopsis facetata                                                            |
|              |                                                                                  |